# Henri Tresca
Henri Edouard Tresca (Dunkerque, 12 ottobre 1814 – Parigi, 21 giugno 1885) è stato un ingegnere meccanico francese, professore presso il Conservatoire national des arts et métiers di Parigi.
Autore del Criterio di Tresca, uno dei primi nonché più importanti criteri per stabilire la resistenza di un materiale, utilizzato ancora oggi nella pratica ingegneristica. Tresca è anche il padre del metro standard. Dopo la Convention du Metre del 1875, l'Ufficio internazionale dei pesi e delle misure di Sèvres fece realizzare 30 metri standard in lega di platino al 90% e di iridio al 10%. Uno di questi è stato scelto come metro standard internazionale.
La fama di Tresca è così grande che Gustave Eiffel fece mettere il suo nome al terzo posto nella lista dei nomi dei settantadue scienziati incisi sulla Torre Eiffel.
È sepolto nel cimitero di Montmartre.

## Onorificenze
Tresca divenne un membro della Accademia delle Scienze nel 1872 e membro onorario della American Society of Mechanical Engineers nel 1882.